# Artaxerxés (Mysliveček)
Artaxerxés (v italském originále Artaserse) je italská opera ve třech dějstvích českého skladatele Josefa Myslivečka na populární libreto italského básníka Pietra Metastasia. Tato opera (a všechny ostatní Myslivečkovy opery) náleží k žánru vážné opery nazývanému v italštině opera seria.

## Vznik a historie díla
Opera Artaxerxés byla poprvé provedena v neapolském divadle Teatro San Carlo dne 13. srpna 1774, na narozeniny neapolské královny Marie Karolíny. Mysliveček získal tuto zakázku na základě úspěchu své opery Romulus a Ersilie, která byla provedena na královniny narozeniny rok předtím. Artaxerxés měl rovněž příznivý ohlas a pomohl skladateli získat zakázku na opery Démofoón a Aetius u neapolského dvora pro následující rok.

## Osoby a první obsazení
| Osoba                                                                               | Hlasový obor     | Premiéra (13. srpna 1774)             |
| ----------------------------------------------------------------------------------- | ---------------- | ------------------------------------- |
| Artaxerxés (Artaserse), princ a později král perský, přítel Arbaka a milenec Semiry | soprán (kastrát) | Giuseppe Pugnetti                     |
| Mandane, sestra Artaxerxa a milenka Arbaka                                          | soprán           | Antonia Bernasconi                    |
| Artabanos (Artabano), prefekt královské gardy, otec Arbaka a Semiry                 | tenor            | Giuseppe Tibaldi                      |
| Arbakés (Arbace), přítel Artaxerxa a milenec Mandane                                | soprán (kastrát) | Ferdinando Tenducci                   |
| Semira, sestra Arbaka a milenka Artaxerxa                                           | soprán           | Elisabetta Fiorentini                 |
| Megabises, generál armády a přítel Artaxerxa                                        | alt              | Celidea Squillace (v kalhotkové roli) |

## Nahrávky
- árie: "Deh, respirar lasciatemi", "Va tra le selve ircane", Decade: Mozart & Mysliveček. Nibiru: 2014. L’armonia terrena, dir. Zdeněk Klauda, sol. Simona Šaturová.